# 51 Sagittarii
51 Sagittarii, eller V5548 Sagittarii, är en misstänkt pulserande variabel av Delta Scuti-typ (DSCTC:) i stjärnbilden Skytten.
51 Sagittarii har bolometrisk magnitud +5,82 och varierar med amplituden 0,04 magnituder och perioden 0,11340 dygn eller 2,722 timmar. Den befinner sig på ett avstånd av ungefär 295 ljusår.